# أول غود ثينغز (كوم تو أن إند)
All Good Things (Come to an End) أو Lo Bueno Siempre Tiene Un Final هي أغنية لمغنية البوب كندية المولد برتغالية الأصل نيللي فرتادو من ألبوم لووس. طرحت الأغنية المنفردة في نهاية عام 2006 وتحديداً في نوفمبر 2006 بالنسخة الإنجليزية ومن ثم في النصف الثاني من 2007 طرحت الأغنية بنسختها الإسبانية بعنوان Lo Bueno Siempre Tiene Un Final ضمن نسخة خاصة من ألبوم لووس. تتميز أول غود ثينغز (كوم تو أن إند) بطابع البوب الهادئ الرومانسي وهذا مادفع فرتادو لاختيار هذه الأغنية في مناسبة راقية تزامناً مع طرح الأغنية المنفردة عن شركة جيفن وهي حفل توزيع جوائز World Music Awards في المملكة المتحدة حين حصلت على جائزة أفضل فنانة Pop/Rock. صوّرت الأغنية بواسطة المخرج ذاته الذي أخرج لا يوجد تساوي، وقد عرضت الأغنية على القنوات العربية أيضاً تميز الكليب بالرومانسية والألوان تميزت بالنقاء وقد تم استخدام هذه الألوان ضمن عملية الكولريست في الفيديو نظراً لتناسبها مع أجواء الأغنية. تعد أول غود ثينغز (كوم تو أن إند) أغنية منفردة أوروبية مخصصة للإصدار هناك خصوصاً أنها تناسب الذوق الأوروبي أما في الولايات المتحدة فقد طرحت الأغنية أيضاً كرابع أغنية منفردة ولكنها لم تنجح كنجاح الأغنية التي أصدرت معها في الوقت نفسه سي إت رايت التي حصلت المركز الأول في الولايات المتحدة بينما لم تصل أول غود ثينغز (كوم تو أن إند) سوى إلى المركز 86. أما في أستراليا فقد أصدرت الأغنية أيضاً كرابع أغنية منفردة وحصلت على مركز متقدم نسبياً وهو 12 مع العلم أنه من الصعب احتلال السوق الأسترالية الموسيقية.

## لمحة حول الأغنية

### التحضير
أصدرت أول غود ثينغز (كوم تو أن إند) في نوفمبر 2006 بينما تم تسجيلها في عام 2005 وذلك في ولاية فلوريدا مدينة ميامي وتصنف ضمن نوع البوب أو الموسيقى العالمية. الأغنية من كلمات نيللي فرتادو، تمبالاند، دانجا وكريس مارتن وهو العضو الرئيس في الفرقة البريطانية Coldplay وهنا يتضح بداية إنشاء الأغنية عندما التقت فرتادو مع كريس مارتن في حفل MTV Video Music Awards لعام 2005 حيث عرضت فرتادو على تمبالاند الذي كان يعمل على تلحين وكتابة ألبوم لووس لنيللي فرتادو وهنا أعجب تمبالاند بكريس مارتن خاصة بعد أن استمع لألبوم X&Y الذي طرح ذلك العام من قبل الفرقة وهو يعد واحد من أفضل الألبومات مبيعاً حسب قائمة United World Chart الخاصة بشركة Media Traffic وبذلك قبل تمبالاند العمل مع كريس مارتن وهنا تم تسجيل الأغنية. في البداية تم الاتفاق على جعل الأغنية دويتو مع كريس ولكن بإشعار من شركة EMI الموسيقية وهي المنتجة لألبومات الفرقة تم حذف الدويتو وجعلها فقط بصوت فرتادو. تعد أول غود ثينغز (كوم تو أن إند) آخر أغنية تسجلها وتختارها نيللي لألبومها لووس بعد برومسكيوس وسي إت رايت ومانإيتر. فكر تمبالاند بعدها بتعاونات أكثر مع كريس مارتن بعد أن كللت تجربته الأولى معه بالنجاح في كل الأمور الجيدة (تنتهي). في بداية 2007 دخلت نيللي فرتادو الاستديو من جديد لتسجيل الأغنية بنسخة أخرى إسبانية استعداداً لطرحها ضمن نسخة خاصة لألبوم لووس اسمها النسخة الصيفية المحدودة حيث طرح معه DVD احتوى على فيديو كليب الأغنية، على أية حال النسخة الإسبانية تسربت إلى مواقع الإنترنت في إبريل 2007 قبل إصدار النسخة الخاصة من لووس بـ3 أشهر إذ أصدرت النسخة في يوليو.

### الفيديو كليب
الأغنية المصورة الخاصة بـأول غود ثينغز (كم تو أن إند) تم تصويرها في كوستا ريكا لأول مرة في وقت مقارب مع تصوير أغنية سي إت رايت وتم اختيار طلة مختلفة لكلا الأغنيتين كما حصل مسبقاً مع طلات برومسكيوس ومانإيتر حيث أخذت فرتادو تهتم بجانب تغيير الطلات أكثر مما سبق بعد أن كانت تختار طلة بسيطة في ألبوميها السابقين وا، نيللي! وفولكلور وهنا يظهر أثر الملحن تمبالاند الذي كان له الأثر الأكبر في موسيقى وطلة فرتادو حيث لم يكن أحداً يتوقع أن تصدر نيللي فرتادو أغنية مصورة مثل أول غود ثينغز (كوم تو أن إند) تختلف كلياً عن الأغاني السابقة. فيديو كليب أول غود ثينغز (كوم تو أن إند) هو ثالث كليب يصدر في أمريكا الشمالية ويتمثل مضمون الأغنية المصورة قصة حب بين نيللي فرتادو وبين رجل يجريان في شاطئ وداخل غابة وهناك رأت مائدة طعام محطمة معلقة رأساً على عقب على أحد الأشجار ويظهر الرجل الذي تكون قصة الحب بينه وبين فرتادو وكأنه يهرول لتلك المائدة. والقصد من ذلك كله يتضح عندما تظهر المائدة ذاتها المقلوبة وكأن فرتادو تأكل مع حبيبها عليها بسعادة وهنا يفسر المقطع الرئيسي من كلمات الأغنية: Why do all good things come to an end? أي أن بعد سعادة فرتادو مع حبيبها على تلك المائدة تحولت إلى مائدة محطمة مقلوبة في العراء. فرتادو قالت عن الأغنية المصورة أنها تذكرها بأغاني الفنانة Sarah McLachlan المصورة القديمة إذ أنها بالطابع ذاته وأكملت حديثها واصفة الكليب أنه يصلح كعمل سينمائي. في الفيديو كليب لم يتم استخدام نسخة الألبوم من الأغنية إنما تم عمل ريمكس للأغنية وهو مايسمى Radio edit حيث تم تقصير مدة الأغنية إلى حوالي النصف وتم إضافة بعض الإيقاعات. في 7 مارس 2007 عرضت الأغنية للمرة الأولى في أمريكا الشمالية على محطة MuchMusic الكندية أما في قناة MTV فتم عرضها للمرة الأولى بعد أسبوع من العرض في MuchMusic وذلك بتاريخ 19 مارس 2007 في برنامج Total Request Live الذي يعرض بشكل دوري في الولايات المتحدة ودخلت ذلك السباق بالمركز العاشر ثم قفزت إلى المركز الثاني كأعلى مركز تصل له.

### تأريخ الطرح
- الاتحاد الأوروبي : 17 نوفمبر 2006
- المملكة المتحدة : 27 نوفمبر 2006
- أستراليا : 7 أبريل 2007
- الولايات المتحدة : 10 أبريل 2007
- كندا : 10 أبريل 2007

### طاقم الأغنية
- الطبول : تمبالاند
- الكيبورد : دانجا
- الجيتار : دان وورنر
- الأصوات الخلفية : نيللي فرتادو وجيم بينز
- مهندس الصوت : ديمو
- مكساج : ديمو
- هندسة الصوت مرة ثانية : جيمس روج، كوبلا تيتي، بن جوست وفاديم جيسلفو
- إنتاج الصوت : جيم بينز
- استديو التسجيل : ذا هيت فاكتوري في ميامي
- المكس تم في : فرجينيا

## ترتيب السباقات
| - أستراليا : المركز 12 - النمسا : المركز 1 - بلجيكا : المركز 1 - بلغاريا : المركز 1 - كندا : المركز 4 - الصين : المركز 12 - كرواتيا : المركز 1 - كازاخستان : المركز 1 - ألمانيا : المركز 1 - فرنسا : المركز 6 | - أيرلندا : المركز 8 - إسرائيل : المركز 1 - ليتوانيا : المركز 1 - نيوزيلندا : المركز 12 - النرويج : المركز 1 - بولندا : المركز 1 - البرتغال : المركز 1 - رومانيا : المركز 1 - روسيا : المركز 1 - سلوفاكيا : المركز 1 |

## الصيغ وقائمة الأغاني
هذه مجموعة السيديز التي أصدرت للأغنية في مجموعة من الدول.
| #  | الأغنية         | نوع الأغنية                 |
| -- | --------------- | --------------------------- |
| 1. | All Good Things | radio mix                   |
| 2. | Maneater        | Radio 1 Live Lounge session |

| #  | الأغنية         | نوع الأغنية        |
| -- | --------------- | ------------------ |
| 1. | All Good Things | radio mix          |
| 2. | All Good Things | featuring Reamonn  |
| 3. | No Hay Igual    | featuring Calle 13 |
| 4. | All Good Things | video              |

| #  | الأغنية         | نوع الأغنية               |
| -- | --------------- | ------------------------- |
| 1. | All Good Things | radio mix                 |
| 2. | All Good Things | featuring Reamonn         |
| 3. | Maneater        | Live Lounge Radio session |
| 4. | All Good Things | video                     |

| #  | الأغنية         | نوع الأغنية               |
| -- | --------------- | ------------------------- |
| 1. | All Good Things | radio edit                |
| 2. | Maneater        | Live Lounge Radio session |

### أستراليا
| #  | الأغنية         | نوع الأغنية   |
| -- | --------------- | ------------- |
| 1. | All Good Things | radio edit    |
| 2. | Maneater        | Live          |
| 3. | No Hay Igual    | Album version |
| 4. | All Good Things | video         |